# Dickies
Dickies er et amerikansk firma, som producerer beklædningsgenstande og andet udstyr. Firmaet har hovedsæde i Fort Worth i Texas.
Dickies blev grundlagt i 1922. Mærket ejes i dag af VF Corporation.
| Firma | Spire Denne artikel om et firma eller en virksomhed i USA er en spire som bør udbygges. Du er velkommen til at hjælpe Wikipedia ved at udvide den. |